# Левково (Вяземский район)
Левково — деревня в Вяземском районе Смоленской области России. Входит в состав Новосельского сельского поселения. Население — 2 жителя (2007). 
Расположена в восточной части области в 1,5 км к северу от Вязьмы, в 0,5 км западнее автодороги Р134 «Старая Смоленская дорога» Смоленск — Дорогобуж — Вязьма — Зубцов, на берегу реки Вязьма. В 1,5 км северо-восточнее деревни расположена железнодорожная станция Кокорево на линии Вязьма — Ржев. 

## История
В годы Великой Отечественной войны деревня была оккупирована гитлеровскими войсками в октябре 1941 года, освобождена в марте 1943 года. 